# Замуруев, Родион Леонидович
Родион Леонидович Замуруев (род. 1969, Петрозаводск) — российский скрипач, художественный руководитель ансамбля «Mobilis», преподаватель Московской государственной консерватории.

## Биография
Родился в 1969 году в Петрозаводске. В 1988 году окончил Московскую государственную консерваторию имени П. И. Чайковского по классу профессора И. В. Бочковой; в 1993 году у неё же аспирантуру.
С 1994 года начал преподавательскую деятельность в качестве ассистента И. В. Бочковой в Московской консерватории и в Центральной музыкальной школе. В настоящее время — доцент кафедры скрипки Московской консерватории. Преподаёт в Университете Сакуйо (Япония); является постоянным приглашённым преподавателем Парижской консерватории.

## Творческая деятельность
Родион Замуруев концертирует с семилетнего возраста. Выступает с сольными программами, играет с оркестрами (в том числе Государственным симфоническим оркестром под управлением Марка Горенштейна, Московским симфоническим оркестром под управлением Владимира Зивы, Белградским филармоническим оркестром, Литовским симфоническим оркестром, камерным оркестром Лейпцига и др.) и в составе камерных ансамблей. Принимал участие в ряде международных фестивалей: международном фестивале камерной музыки в Тиране (Албания), фестивалях «Bourglinster» и «World Music Days» (Люксембург), фестивале современной музыки в рамках выставки «Expo-2000» в Ганновере (Германия), международном фестивале «LogoMusica» в Порту (Португалия), фестивале современной музыки в Салониках (Греция), международном фестивале современной музыки «Московская осень».
Репертуар скрипача многогранен и включает в себя сочинения композиторов разных эпох и направлений. Особое место в нём занимают произведения современных авторов; некоторые из них написаны специально для Родиона Замуруева и посвящены ему. Критики отмечают запоминающуюся манеру игры Замуруева, тонкость и глубину его интерпретаций и мастерское владение инструментом.
В 2002 году Родион Замуруев создал ансамбль камерной музыки «Mobilis», став одновременно его солистом и художественным руководителем. Репертуар коллектива включает в себя широкий спектр произведений от музыки барокко и романтизма до сочинений композиторов начала XXI века. Ансамбль выступает с концертами как в России, так и за рубежом, участвует в международных фестивалях, записывает компакт-диски.
Как солист Родион Замуруев записал также несколько компакт-дисков, изданных американскими фирмами «Sterling Classics» и «Marco Polo». В 2000 году диск с записью скрипичного концерта Аарона Авшаломова в исполнении Родиона Замуруева был удостоен премии немецкого музыкального журнала «Fono Forum».

## Награды
- Стипендиат фонда Мстислава Ростроповича (грант имени Д. Ойстраха);
- Лауреат всероссийского конкурса скрипачей (1997; 3-я премия);
- Лауреат международного конкурса скрипачей имени Тибора Варги в Сионе (Швейцария) (1998; 4-я премия и специальный приз за лучшее исполнение современного сочинения);
- Лауреат международного конкурса скрипачей имени Рудольфа Липицера в Гориции (Италия) (1999; 2-я премия и специальный приз за лучшее исполнение сольных сонат и партит И. С. Баха);
- Лауреат международного конкурса скрипачей имени Ж. Роджистера (Вервье, Бельгия, 2000);
- Лауреат международного конкурса скрипачей имени Луиса Сигала в Вина дель Мар (Чили) (2000; 2-я премия и специальный приз публики);
- Лауреат XIII международного конкурса скрипачей имени И. С. Баха (Лейпциг, Германия, 2002)[1][2][9].
- Золотая медаль Союза московских композиторов за активное участие в международном фестивале современной музыки «Московская осень» (2009)[1].